# Oľšavce
Oľšavce (1965–1973 slowakisch „Olšavce“; ungarisch Orsós – bis 1907 Orsóc) ist eine Gemeinde im Osten der Slowakei mit 159 Einwohnern (Stand 31. Dezember 2024). Sie gehört zum Okres Bardejov, einem Kreis des Prešovský kraj, und wird zur traditionellen Landschaft Šariš gezählt.

## Geographie
Die Gemeinde befindet sich in den Niederen Beskiden, noch genauer im Bergland Ondavská vrchovina, am Bach Černošina im Einzugsgebiet der Topľa. Das Ortszentrum liegt auf einer Höhe von 240 m n.m. und ist 16 Kilometer von Bardejov entfernt (Straßenentfernung).
Nachbargemeinden sind Nižná Voľa im Norden, Hankovce im Osten und Südosten, Kochanovce im Süden, Tročany im Westen und Rešov im Nordwesten.

## Geschichte
Oľšavce entstand nach deutschem Recht in der Mitte des 14. Jahrhunderts und wurde zum ersten Mal 1383 als Alsouch schriftlich erwähnt. 1427 wurden 21 Porta verzeichnet, was damals einem mittelgroßen Dorf entsprach. Oľšavce war Teil der Herrschaft von Tročany, ab dem 16. Jahrhundert Besitz des Landadels und im 19. Jahrhundert Besitz der Familien Bán und Semsey.
1738 brannte das ganze Dorf nieder. 1787 hatte die Ortschaft 30 Häuser und 209 Einwohner, 1828 zählte man 34 Häuser und 275 Einwohner, die als Landwirte beschäftigt waren.
Bis 1918 gehörte der im Komitat Sáros liegende Ort zum Königreich Ungarn und kam danach zur Tschechoslowakei beziehungsweise heute Slowakei. Nach dem Zweiten Weltkrieg pendelte ein Teil der Einwohner zur Arbeit in Industriebetriebe in Bardejov, im Ort arbeiteten privat agierende Landwirte.

## Bevölkerung
| Jahr                | 1994 | 2004    | 2014    | 2024     |
| ------------------- | ---- | ------- | ------- | -------- |
| Anzahl der Personen | 171  | 166     | 181     | 159      |
| Unterschied         |      | −2,92 % | +9,03 % | −12,15 % |

| Jahr                | 2023 | 2024    |
| ------------------- | ---- | ------- |
| Anzahl der Personen | 158  | 159     |
| Unterschied         |      | +0,63 % |

Nach der Volkszählung 2011 wohnten in Oľšavce 176 Einwohner, davon 169 Slowaken und ein Ukrainer. Sechs Einwohner machte keine Angabe zur Ethnie.
94 Einwohner bekannten sich zur Evangelischen Kirche A. B., 72 Einwohner zur römisch-katholischen Kirche und fünf Einwohner zur griechisch-katholischen Kirche. Bei fünf Einwohnern wurde die Konfession nicht ermittelt.

## Verkehr
Durch Oľšavce führt die Cesta III. triedy 3500 („Straße 3. Ordnung“) zwischen Bardejov (Anschluss an die Cesta II. triedy 545 („Straße 2. Ordnung“)) und Kuková (Anschluss an die Cesta I. triedy 21 („Straße 1. Ordnung“)), die nächsten Bahnanschlüsse sind die Bahnhöfe Bardejov und Raslavice an der Bahnstrecke Kapušany pri Prešove–Bardejov.